# Suton (1957.)
Suton je hrvatska televizijska drama redatelja Danijela Marušića. Riječ je o adaptaciji istoimene opere Iva Vojnovića, izvedenoj kao televizijski prinos povodom obilježavanja stote obljetnice autorova rođenja.
Premijerno je prikazana 4. travnja 1957. na Televiziji Zagreb

## Glumačka postava
- Nada Nučić kao Pavla
- Vika Podgorska kao Mara Beneš
- Miše Martinović kao kapetan Lujo Lasić
- Nela Eržišnik kao Ore
- Vanja Timer kao Made
- Ljubica Dragić Stipanović kao Kata
- Mato Grković kao Luco
- Jozo Petričić kao Sabo
- Ivan Šubić kao Vaso

## Produkcija
Režiju potpisuje Daniel Marušić, a scenografiju Mišo Račić. Emisija je izvedena uživo iz studija Televizije Zagreb. U pripremi emisije sudjelovao je i ugledni filolog i prevoditelj Frano Čale kao jezični savjetnik, zbog autentičnosti dubrovačkog govora u dijalozima.
Scenografija je pohvaljena jer je „vjerno dočarala izgled i atmosferu dubrovačke plemićke kuće stare obitelji Beneš”.

## Kritika
Drama je dobila iznimno pohvalne kritike u tadašnjem tisku. U osvrtu 24. travjna u novinama Slobodna Dalmacija, autor i jezični savjetnik emisije Frano Čale istaknuo je kako je ta izvedba predstavljala »dosad najveći uspjeh zagrebačke televizije«. Pohvalio je cijelu produkcijsku ekipu, posebno s obzirom na tehnički skromne uvjete u kojima je emisija realizirana. Posebno je naglasio Marušića, kojemu je to bila prva televizijska režija, ocijenivši njegov rad kao »neosporno uspješan«.
Navodi se kako je Marušić, unatoč nedostatku opreme i iskustva, uspio prilagoditi kadriranje unutarnjoj poetici djela i postići atmosferu dostojnu kazališne inscenacije. Naročito su istaknute režijske odluke u scenama između Pavle i Luja, kao i simbolički kadar broda u pozadini koji dodatno naglašava dekadenciju aristokratskog svijeta.
Glumačka ostvarenja također su bila vrlo visoko ocijenjena. Nada Nučić i Vika Podgorska izdvojene su kao nositeljice najdojmljivijih uloga. Uz njih, pohvaljeni su i Mišo Martinović, Ljubica Dragić-Stipanović, Nela Eržišnik, Vanja Timer, Ivan Šubić, Jozo Petričić i Mato Grković. Čale je naglasio kako su likovi oživjeli s posebnom umjetničkom izražajnošću, a Nučić osobito je istaknuta kao mlado glumačko otkriće.
Scenograf Mišo Račić, snimatelji i tehnička ekipa također su dobili priznanje za vjerno dočaranu atmosferu dubrovačke kuće obitelji Beneš, osobito u ograničenim tehničkim uvjetima studija. Redateljev pristup, usmjeren na kvalitativno, a ne kvantitativno kadriranje, ocijenjen je kao zrela i promišljena režijska odluka.
Frano Čale zaključuje da je televizijska ekranizacija „Sutona” primjer kako se i u televizijskim uvjetima može postići estetski i dramski visokovrijedna interpretacija klasičnog djela hrvatske književnosti.
U osvrtu 21. travnja u Jugoslavenskom radiju pohvalio je režiju i glumu, osobito izvedbe Nade Nučić, Vike Podgorske i Miše Martinovića, koje su opisane kao „velika glumačka ostvarenja”.

## Vanjske poveznice
- Suton u internetskoj bazi filmova IMDb-a